# Johnny Ramone
John William Cummings (Long Island, Nova Iorque, 8 de outubro de 1948 — Los Angeles, Califórnia, 15 de setembro de 2004), mais conhecido como Johnny Ramone, foi um dos mais influentes guitarristas de punk rock da história, tendo integrado a banda Ramones. Assim como o vocalista Joey Ramone, ele permaneceu membro do quarteto punk até o fim.

## História
Quando adolescente tocava em uma banda chamada Tangerine Puppets. Era apelidado de Greasers.
Johnny era conhecido pela sua personalidade volúvel e controladora, postura anti-social e extrema rigidez na regência interna dos Ramones. O documentário End of the Century: The Story of the Ramones traz relatos de antigos amigos, e do próprio Johnny, sobre sua postura nada amigável durante a juventude.
Em 2003, a revista Time colocou-o na lista dos "10 Melhores Tocadores de Guitarra Elétrica". No mesmo ano, em agosto de 2003, foi escolhido em 16º na lista dos "100 melhores guitarristas de todos os tempos", em enquete da revista Rolling Stone, mas em 2011, a Rolling Stone modificou a lista dos 100 melhores guitarristas de todos os tempos, tendo ele passado para o 28º melhor guitarrista da história do rock.

## Morte
Em 15 de Setembro de 2004, Johnny morreu em Los Angeles, depois de 5 anos lutando contra o câncer de próstata. Seu corpo foi cremado e suas cinzas estão em posse de sua viúva, Linda Ramone. Uma estátua de Johnny foi erguida no cemitério Hollywood Forever, no Condado de Los Angeles, Califórnia nos Estados Unidos, apesar do músico não estar enterrado no local.
Desde a morte de Johnny, Eddie Vedder dedica em todas performances ao vivo, a canção Man of the Hour para ele. A canção Life Wasted, presente no disco Pearl Jam lançado em 2006, foi escrita por Eddie Vedder após voltar do funeral do amigo. Eddie declarou em entrevista à revista Rolling Stone, que "A metade do disco é baseada na perda do cara que acabou por ser o melhor amigo que já tive no planeta. E esse foi Johnny Ramone."

## Equipamento usado por Johnny Ramone

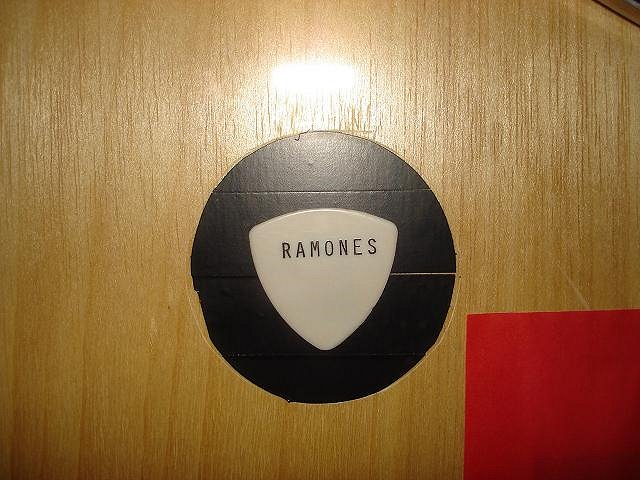
Palheta de Johnny Ramone.

### Amplificadores

#### Cabeçotes
- Marshall JMP 100Watt Master Volume Head
- Marshall 1959SLPX Vintage Series 100W Tube Head
- Marshall JCM800 Head

#### Caixa [4x12]
- Marshall 1960AX Cabinet
- Marshall 1960AV/1960BV Cab Full Stack Package
- Marshall 1960AV Cab Half-Stack Package

### Autofalantes
- Celestion G-12-M Greenback (usado em alguns amplificadores marshalls que JR usava)

### Guitarras

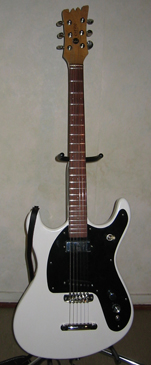
Mosrite usada por Johnny Ramone.

#### Mosrites
- Ventures II (White) [caps: dimarzio + seymour duncan]
- Ventures II (blue)
- Ventures II (sunburst)
- Ventures II (black)
- Ventures II (sunburts)
- Ventures II (red)

#### Captadores
- Dimarzio FS-1 (DP110) Pickup
- Seymor Duncan Mini-Humbucker

#### Case
- case formato retangular, feito com couro de jacaré
- Hamer Johnny Ramone (white)

#### Guitarras muito pouco usadas
- Natural Rickenbacker (natural)
- Rickenbacker Fireglo (red/white)
- Fender Stratocaster
- Fender Stratocaster (black)
- Fender Stratocaster (white)
- Fender Stratocaster (gold)
- Fender Mustang
- Gibson Marauder